# کاچنگتس
کاچنگتس (به لهستانی:  Kaczyniec) یک روستا در لهستان است که در گمینا کووو واقع شده‌است.
 کاچنگتس  ۲۰ نفر جمعیت دارد.